# Marios Papadopoulos

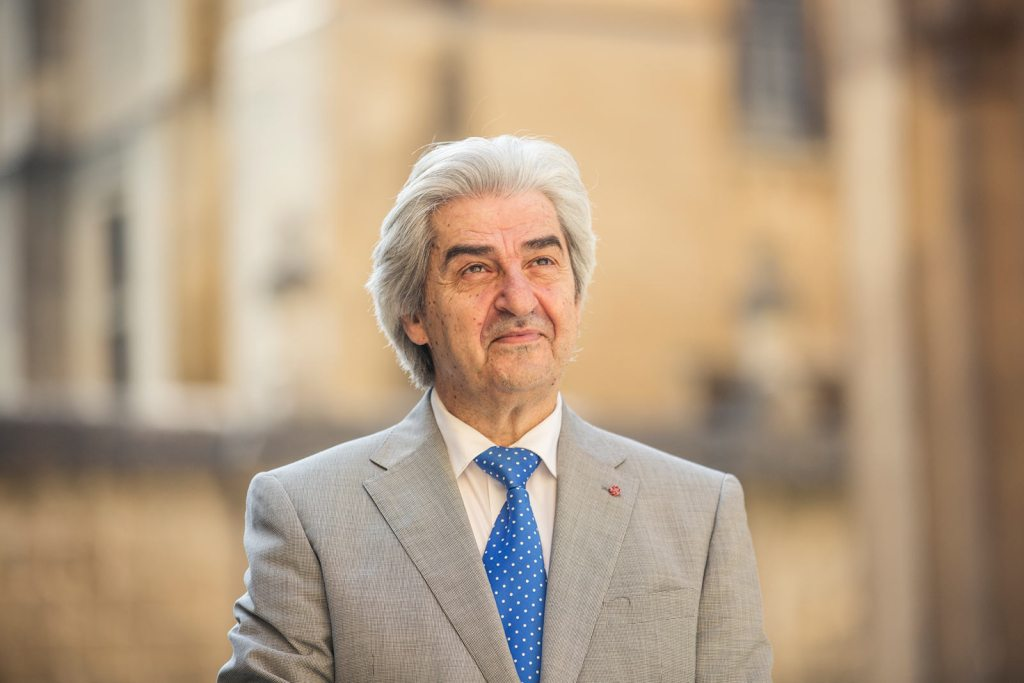
Marios-Papadopoulos

Marios Papadopoulos (* 20. Dezember 1954 in Limassol, Zypern) ist ein zypriotisch-britischer Dirigent und Pianist. Er ist der Gründer und Musikdirektor des Oxford Philharmonic Orchestra, des Orchesters in Residenz an der University of Oxford.

## Frühes Leben
Geboren in Zypern, begann Papadopoulos im Alter von 5 Jahren Klavier zu spielen. 1967 zog er mit seiner Familie nach Großbritannien, um dort seine musikalische Ausbildung fortzusetzen. Seine Lehrer waren Ilona Kabos und Gina Bachauer. Im Jahr 1969 erhielt er im Alter von 14 Jahren das ARCM-Diplom vom Royal College of Music. 1971 debütierte er als Solist mit dem Royal Philharmonic Orchestra im Royal Festival Hall.

## Karriere
Papadopoulos erhielt Lob von der Presse für sein Londoner Debüt 1974 in der Queen Elizabeth Hall. Er hat eine internationale Karriere als Pianist und Dirigent verfolgt und mit renommierten Musikern zusammengearbeitet.
1998 gründete er das Oxford Philharmonic Orchestra und bleibt bis heute der Musikdirektor. Papadopoulos hat die komplette Reihe aller Mozart-Klavierkonzerte dreimal in seiner Karriere vom Klavier aus dirigiert. Er hat auch drei vollständige Zyklen der Beethoven-Symphonien und Klavierkonzerte dirigiert.
Er war Gastdirigent und Solist bei verschiedenen Orchestern und trat mit Künstlern wie Vladimir Ashkenazy, Nicola Benedetti, Anne-Sophie Mutter, Lang Lang und anderen auf.
Im Jahr 2018 dirigierte er eine Neuinszenierung von Die Hochzeit des Figaro für die Griechische Nationaloper.
Papadopoulos hat einen Doktortitel in Musik von der City University und ist Mitglied der Fakultät für Musik an der University of Oxford.

## Auszeichnungen
Er wurde 2010 zum Ehrenmitglied der Worshipful Company of Musicians ernannt und erhielt 2013 die Ehrenurkunde der Stadt Oxford. Im Rahmen der New Year Honours 2014 wurde er in Anerkennung seiner Verdienste um die Musik in Oxford als Member des Order of the British Empire (MBE) ausgezeichnet.

## Aufnahmen
Papadopoulos hat eine umfangreiche Diskografie, darunter Beethovens Sonaten, Stravinskys Konzert für Klavier und Bläser, Werke von Mozart, Mussorgsky, César Franck und die vierundzwanzig Präludien und Fugen von Shostakovich.
Diese Zusammenfassung gibt einen Überblick über das Leben und die Karriere von Marios Papadopoulos, einem herausragenden Dirigenten und Pianisten.
| Personendaten    | Personendaten                               |
| ---------------- | ------------------------------------------- |
| NAME             | Papadopoulos, Marios                        |
| KURZBESCHREIBUNG | zypriotisch-britischer Dirigent und Pianist |
| GEBURTSDATUM     | 20. Dezember 1954                           |
| GEBURTSORT       | Limassol, Zypern                            |